# Internet Messaging Program

Internet Messaging ProgramもしくはIMPとは、IMAP4に対応したWebメールクライアントである。
PHPによって実装されている。